# Izu Mountain Bike Course
Der Izu Mountain Bike Course, kurz: Izu MTB Course, ist eine Sportstätte für Mountainbike-Wettbewerbe in Izu (Shizuoka), Japan. Er gehört zu den Wettkampfstätten der Olympischen Sommerspiele 2020.
Der Izu Mountain Bike Course wurde 2010 eröffnet, er ist 2500 m lang und weist Höhenunterschiede von bis zu 85 m auf. Er bietet Routen für Anfänger und Fortgeschrittene. Auf dem Kurs, mit Blick auf den Berg Fuji, wurden auch die japanischen Mountainbike-Meisterschaften 2013 und 2014 ausgetragen. Im Oktober 2019 soll ein Rennen zum Testen der Strecke stattfinden.